# Sanicula hoffmannii
Sanicula hoffmannii là một loài thực vật có hoa trong họ Hoa tán. Loài này được (Munz) C.R. Bell miêu tả khoa học đầu tiên năm 1954.